# Otolemur garnettii
Otolemur garnettii là một loài động vật có vú trong họ Galagidae, bộ Linh trưởng. Loài này được Ogilby mô tả năm 1838.

## Hình ảnh

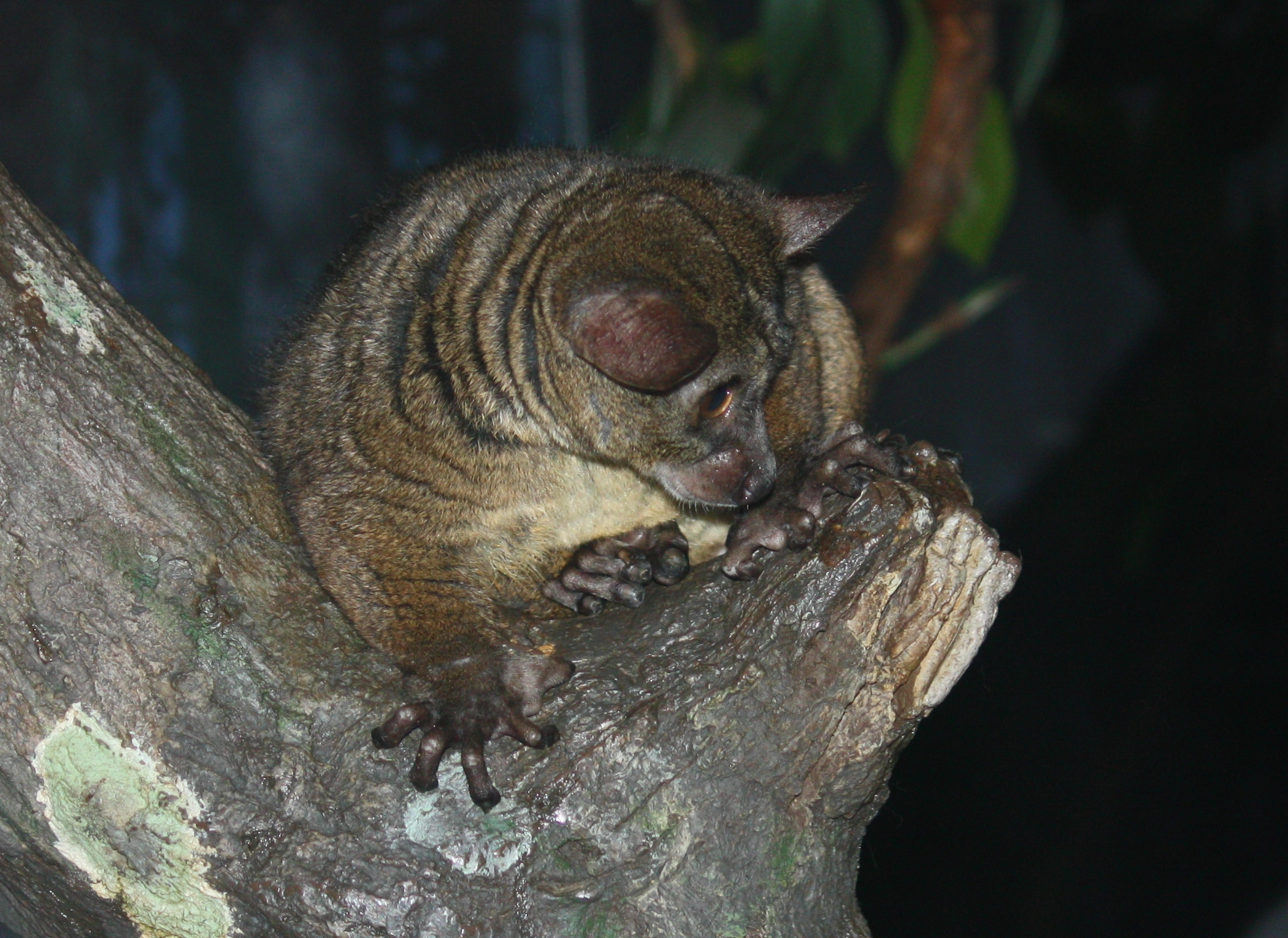
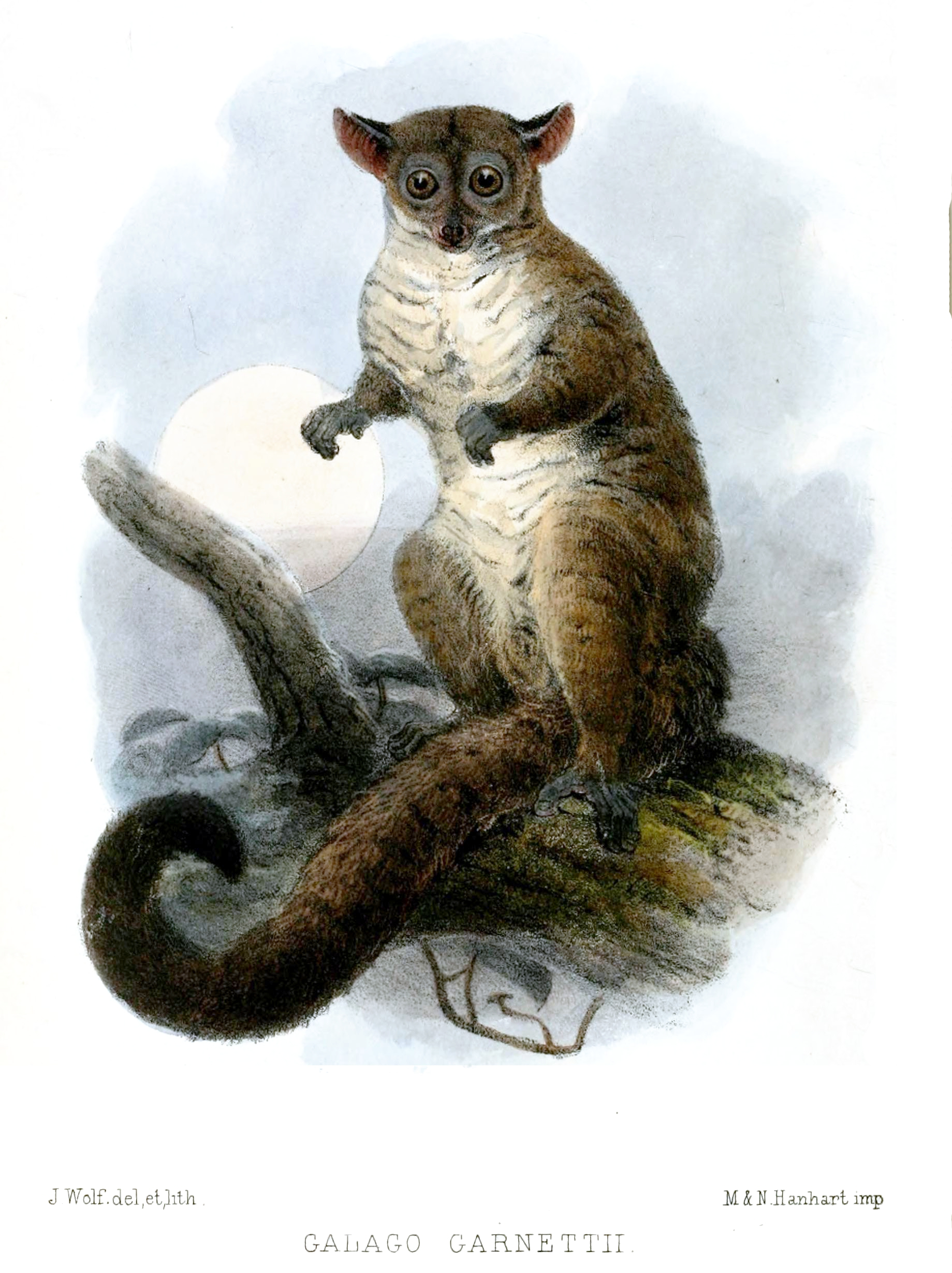
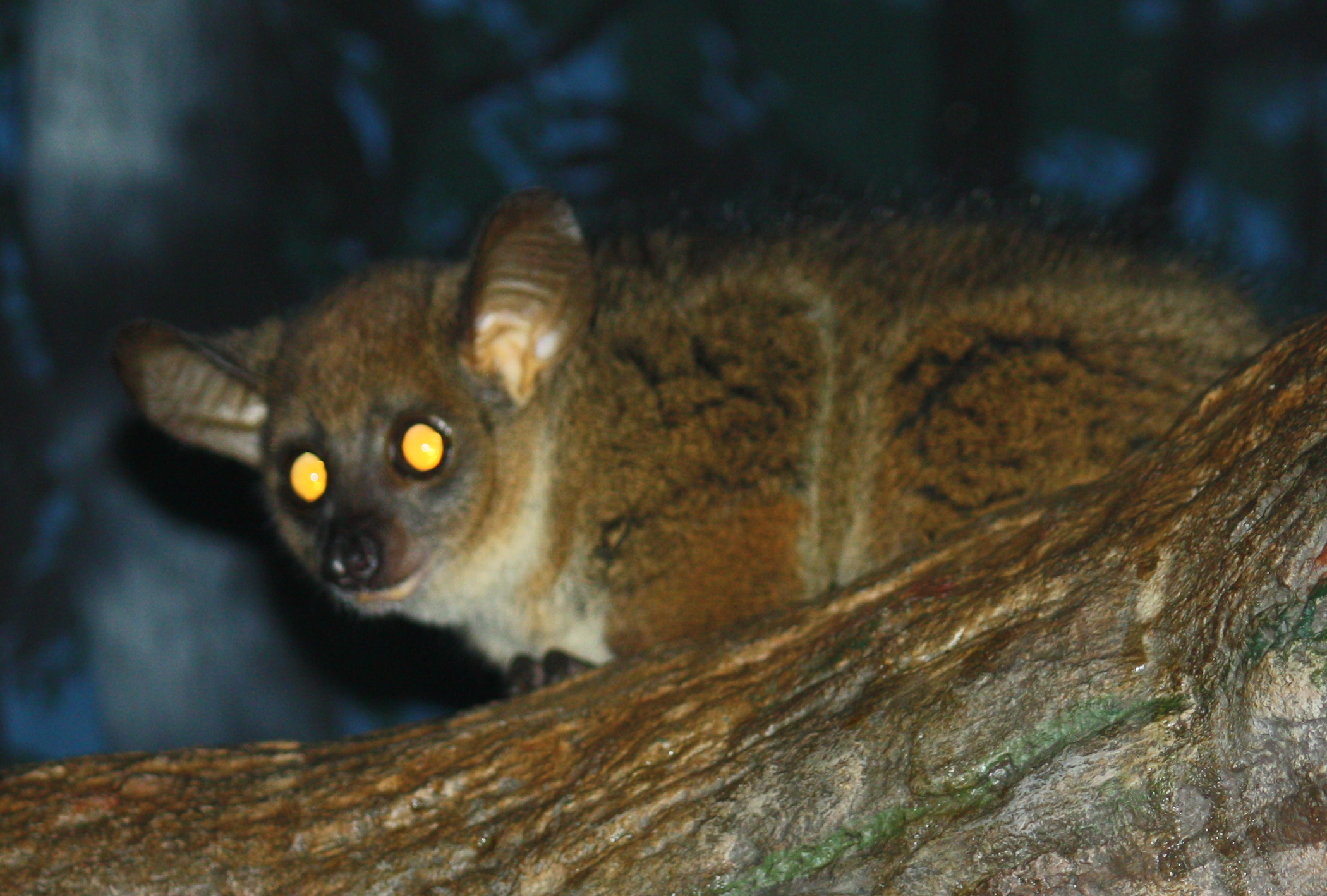
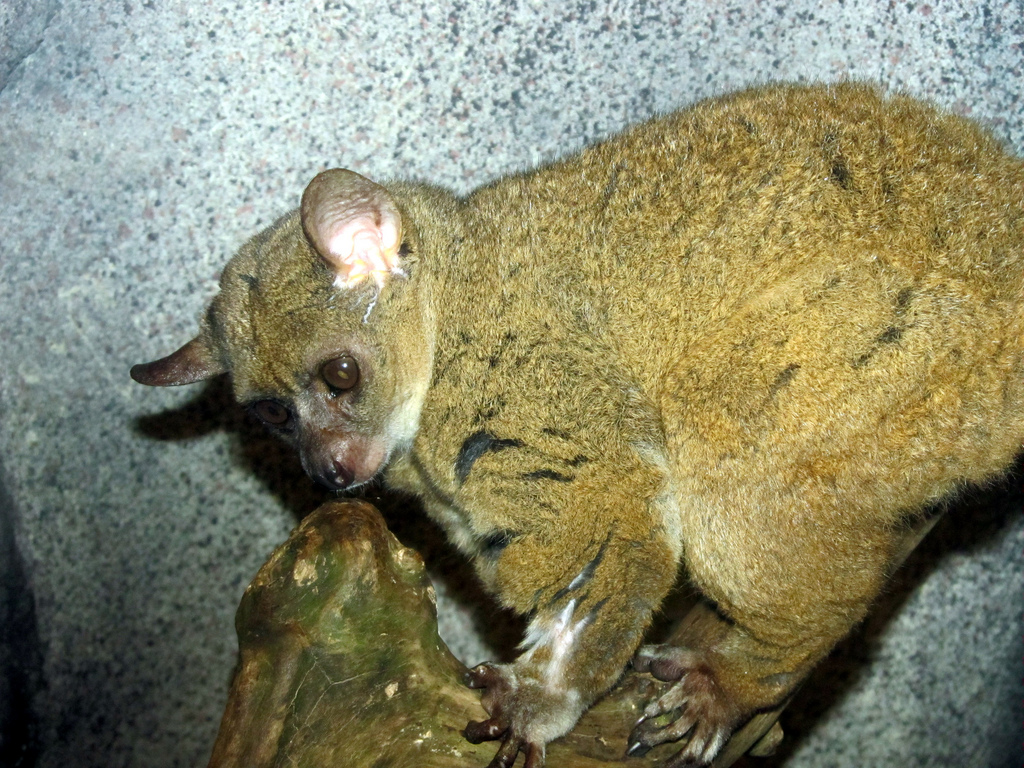